# Povijest znanosti
Povijest znanosti započinje od najstarijih subatomskih čestica, preko živih organizama do samog svemira, cilj istraživanja čiste znanosti je vrlo širok. Znanost je potraga za objašnjenjima o tome kako funkcionira svijet. Sve znanstveno znanje što ga danas posjedujemo rezultat višestoljetnog postavljanja pitanja, istraživanja i promatranja- a to je temelj znanstvene metodologije - zajedno s nadahnućem brojnih i sjajnih umova. Prije razvoja znanstvene metodologije ljudi su do otkrića o svijetu i tehnoloških dostignuća stizali pretežno nagađanjem. Tijekom posljednja četiri stoljeća znanstveni napredak je ubrzan, a znanost je u stanju stvoriti precizniju sliku o načinu funkcioniranja svijeta. Tehnoloških dostignuća bilo je i u drevnim civilizacijama, ali ne i prave znanosti. Nakon 3800. pr. Kr. narodi u zapadnoj Aziji naučili su kako izraditi metal, a to je dovelo do prestanka uporabe kamenog oruđa. Drevni narodi izradili su kartu neba, no vjerovali su da su bogovi zaslužni za sve što oni promatraju. Mnoge civilizacije gradili su opservatorije- goleme kamene krugove - kao što je Stonehenge u Engleskoj.

## Prirodna filozofija
Stari Grci bili su možda prvi koji su koristili racionalne argumente promatrajući svijet prirode. Po prvi put ljudi su razvili mjerodavne teorije o objašnjavanju poznatih pojava. Neke od tih teorija, iako neprovjerene u svoje vrijeme, čudesno su bliske suvremenim idejama. Naprimjer, začetnik atomske teorije, ideje da su sve tvari građene od sičušnih čestica, ili atoma, bio je Demokrit oko 400. pr. Kr. Prema starim Grcima, postoje četiri vrste atoma različitih oblika od kojih su građena četiri elementa - vatra, zemlja, zrak, voda - i od njih je građeno sve na ovome svijetu. Riječ >> atom << dolazi od grčke riječi >> atomein << što znači  >> nevidljiv <<. Danas znamo da postoji mnogo vrsta atoma i da se mogu dijeliti.

## Srednjovjekovna znanost
U srednjovjekovnoj Europi prevladavale su antičke teorije - osobito Aristotelova ideja da su sve pojave božanskog podrijetla. Redovnici su održavali na životu svoju ljubav prema znanju oponašajući antičke znanstvene tekstove. Međutim, islamski svijet neprestano je povećavao opće znanje razvijajući nove ideje u matematici, astronomiji i medicini. Srednjovjekovni alkemičari, u potrazi za zlatom i otkrivanjem tajne vječnog života, otkrili su mnogo toga o svojstvima metala i drugih tvari. Razvili su mnoge tehnike koje se i danas koriste u kemijskim laboratorijima.

## Renesansna znanost
U 15. stoljeću ideje starih Grka, zajedno s crkvenima, postale su dogma (neupitna istina) u cijeloj Europi. Tijekom renesanse (preporodi), ljudi počinju dovoditi u pitanje tu dogmu i eksperiment postaje prava znanstvena moda. Taj novi pristup ne uzima ništa kao gotovu činjenicu, već se za razvoj teorija kojima se objašnjava zašto se nešto događa koristi promatranje, eksperimenti i argumenti. Veliki znanstvenici, kao Galileo i Newton, potječu upravo iz tog doba.

### Znanstveni instrumenti
Primjena znanstvenih instrumenata, poput teleskopa, omogućila je novo promatranje svemira. Mnoga takva promatranja osporavala su prihvaćene - ali neprovjerene - ideje tog vremena. Fizički modeli, kao što je armilarna kugla, olakašali su vizualiziranje i provjeravanje novih teorija koje su počele zamjenjivati stare ideje.
Nakon izuma tiska, utjecajna djela, kao što je Newtonova knjiga Matematička načela prirodne filozofije (objavljena 1687.)postala je dostupna velikom broju i pridonijela širenju novih znanstvenih metoda. U toj knjizi su zakoni gibanja i Newtonova teorija gravitacije.

### Francis Bacon
Engleski filozof i državnik Francis Bacon (1561. – 1626.) prvi je formulirao znanstvenu metodu. Prije no što je taj pristup postao općeprihvaćen, objašnjenje pojava prihvaćalo se bez postavljanja pitanja, no Bacon je vjerovao da istinitost svih ideja o svijetu prirode treba temeljito provjeriti. Godine 1605. objavio je knjigu Advancement of Learning (Napredak znanja) u kojoj nagovara ljude da klasificiraju činjenice o svijetu primjenom znanstvene metode. U knjizi Nova Atlantis, objavljenoj nakon njegove smrti, predlaže vladi da zaposli timove znanstvenika koji će provoditi istraživanja.

## Znanstvena društva
Novi poticaj znanstvenom istraživanju tijekom renesanse doveo je do pojave društava u kojima su znanstvenici razmjenjivali ideje i promicali proučavanje određenih znanstvenih teorija. Kraljevsko društvo za promicanje prirodoslovlja, osnovano je u Londonu, Engleska, 1660. godine i bilo je jedna od prvih takvih organizacija. Njegovi članovi redovito su se sastajali da bi raspravljali o svojim eksperimentima - ali samo u Europi koja je sebe smatrala središtem svijeta.

### Osnove mehanike
Industrija i fizika bile su čvrsto povezane tijekom industrijske revolucije. Izum parnog stroja je rezultat sve većeg razumijevanja o tome što je para, kako radi - i kako se može ukrotiti. Parni strojevi koristili su se za pumpanje vode iz potopljenih rudarskih okana, za pokretanje strojeva u tvornicama te, naposljetku, za pogon prvih vlakova.

## Znanost u 19. stoljeću
Razumijevanje o svim znanostima - od fizike do znanosti o životu - naglo je napredovalo u 19. stoljeću zahvaljujući boljim komunikacijama i znanstvenim instrumentima kao i novčanim nagradama. Znanost je gubila religijska obilježja i znanstvenici su počeli na svijet i sve ostalo gledati kao na golem stroj, a taj pogled doveo ih je do najvažnijih i jedinstvenih otkrića u povijesti znanosti.   

### Evolucija
Teoriju o evoluciji - da se vrste razvijaju prirodnom selekcijom - iznio je engleski prirodoslovac Charles Darwin. Njegova promatranja dovela su do zaključka - proturiječna za to vrijeme - da su ljudi srodni majmunima i drugim živim bićima.

### Prirodne sile
Sve do 19. stoljeća prirodne sile - kao toplina, svjetlost, elektricitet i magnetizam - promatrale su se postupno međusobno nepovezano. Zapravo, toplina je oblik gibanja, a dokaz toga, zajedno s otkrićem elektromagnetizma (magnetizam koji stvara elektricitet), dovelo je do pojave ideje o energiji 1840-tih godina. Taj koncept prvi je put prepoznao engleski fizičar James Prescott Joule po kome je nazvan i  džul (jedinica za energiju). Ovaj uređaj s kotačem na pedale korišten je za jedan od njegovih ključnih eksperimenata.

## Suvremena znanost
Krajem 19. stoljeća mnogi su znanstvenici vjerovali da njihove postojeće teorije mogu objasniti sve na svijetu. Međutim, početkom 20. stoljeća znanstvenici su otkrili da je naša galaktika samo jedna od milijuna sličnih galaktika od kojih je sastavljen svemir. Taj i drugi događaji uzrok su što je klasična fizika ustuknula pred  suvremenom fizikom, a posljedica je pojava novih teorija. Najpoznatije teorije suvremene fizike jesu teorija relativnosti (razvio ju je znanstvenik Einstein) i kvantna teorija. Te dvije teorije utjecale su na cijeli znanstveni svijet.

### Kozmologija
Eisteinova teorija relativnosti, zajedno sa sve većim znanjem o svemiru, počela je davati odgovore na pitanja kako su nastali prostor i vrijeme. Većina kozmologa danas se slaže da je sve započelo golemom eksplozijom, takozvanim velikim praskom.

### Genetika
Godina 1850-ih i 1860-ih austrijski redovnik Gregor Mendel otkrio je temeljne zakone genetike - znanosti o nasljednim osobinama. Godine 1953. znanstvenici su konačno otkrili građu molekule DNK (deoksiribonukleinske kiseline), kemijskog spoja koji upravlja genetikom, a nalazi se u svakoj stanici svih živih organizama.

### Informatika
Napredak u mnogim poljima proučavanja, primjerice elektronici i matematici, pridonio je razvoju elektroničkoga kompjutera. Znanost o kompjuterima danas nije samo priznato područje znanstvenog proučavanja, već su kompjuteri bitno oruđe u gotovo svim znanostima.

## Suvremena medicina
Pojava rendgenske fotografije samo je jedna od tehnika koja je označila napredak suvremene medicine. Tehnike skeniranja tijela, primjerice CT (kompjuterizirana tomografija) zajedno sa znanjem drugih znanstvenih disciplina, dovele su do boljeg razumijevanja tijela i utrle put novim vrstama kirurgije.

### Subatomska fizika
Godine 1897. elektron je postao prva poznata čestica manja od atoma (subatomska čestica). Sudaranjem u golemim čestičinim akceleratorima otkrivene su stotine drugih subatomskih čestica, uključujući protone i neutrone. Takva su otkrića fundamentalna za razumijevanje prirode materije zato što je ona građena od subatomskih čestica.

### Alfred Nobel
Svake godine se za iznimna dostignuća u fizici, kemiji, fiziologiji i medicini odaje priznanje dodjelom Nobelove nagrade koja je prvi put dodijeljena 1901. Nagrada je nazvana po švedskom kemičaru Alfredu Nobelu (1833. – 1896.). Nobel (izumitelj dinamita 1867. i gelignita 1875.) je ostavio veći dio svog golemog bogastva za nagrađivanje onih čija dostignuća pomažu čovječanstvu. Osim za znanstvena dostignuća, Nobelova nagrada se dodjeljuje i za književnost, mir i ekonomiju.